# Suzuki GSF 600

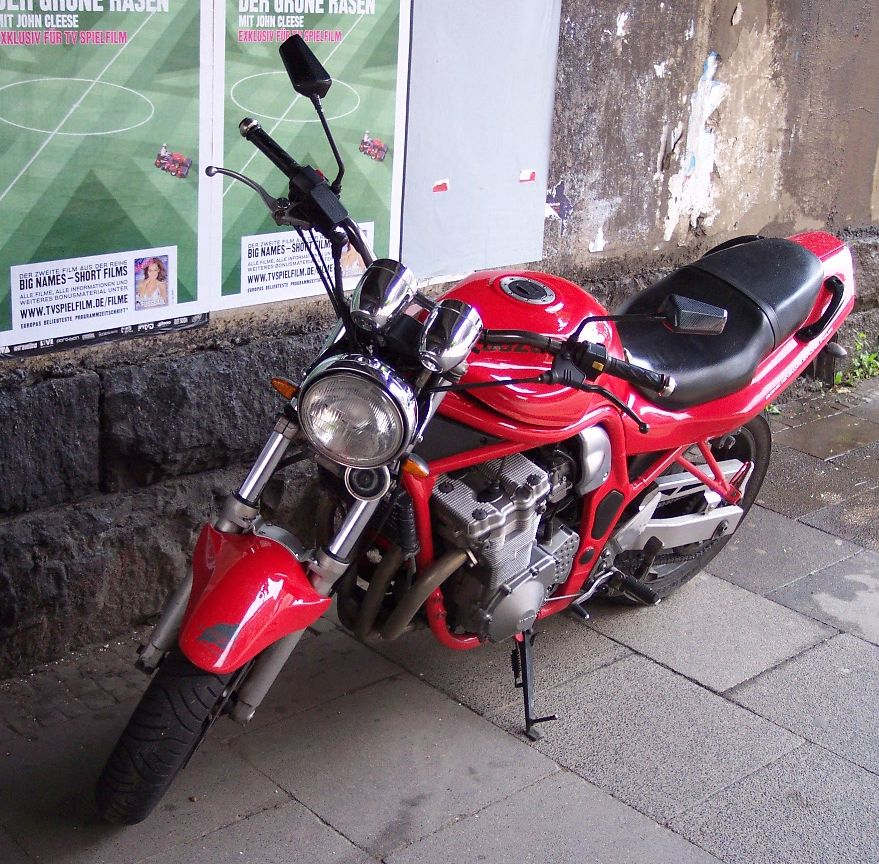
Een naakte Suzuki Bandit

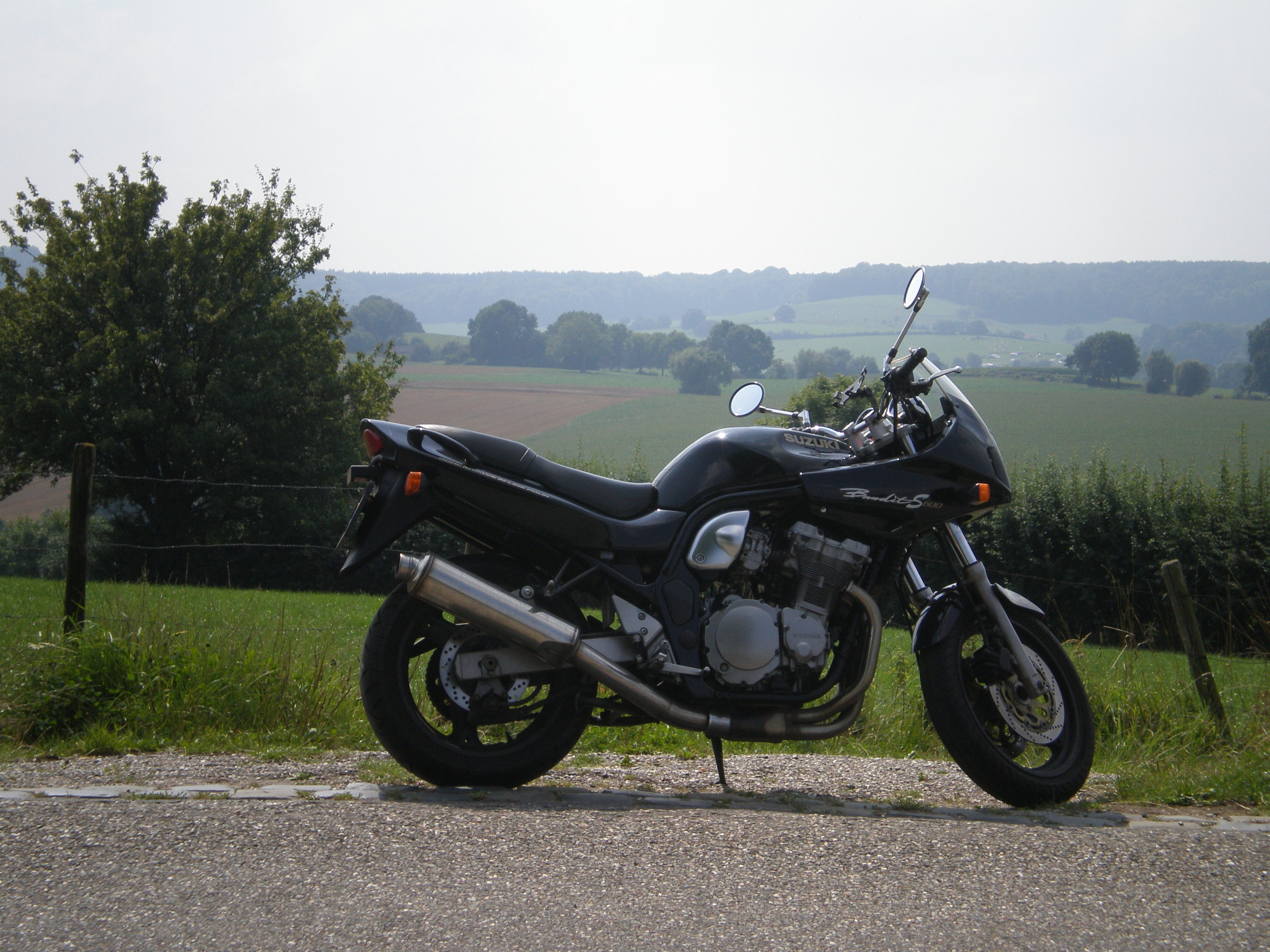
Een Suzuki Bandit met kuip

De Suzuki Bandit 600 (GSF 600) is een motorfiets van Suzuki die tussen 1995 en 2004 werd geproduceerd in Japan.

## Type
De motor valt in de categorieën naked bikes en de sport/toermotoren. De Suzuki Bandit 600 werd geproduceerd in twee modellen: Van 1995 tot het jaar 1999, en het nieuwere model van 2000 tot 2004. Het verschil tussen de twee modellen zit hem in de koplamp(en) en het windscherm. Het nieuwere model heeft een golvend windscherm en dubbele koplampen. Het oudere model heeft een rond windscherm, en een enkele koplamp.

## Kenmerken
De motor behoorde niet tot de snelste 600cc-motoren die in deze jaren geproduceerd waren maar qua prijsstelling en kwaliteit was het een veelverkochte en gevraagde motor. Hij valt in het segment middelzwaar en ziet er stoer en gestroomlijnd vormgegeven uit. Ook omdat het repareren en onderhoud niet moeilijk zijn is het nog steeds een courante motor om tweedehands aan te schaffen. De motor bestaat uit standaard onderdelen die makkelijk te verkrijgen zijn en te vervangen.

## Jaarversies
| Jaar | Lengte  | Breedte | Hoogte  | Zithoogte | Wielbasis | Gewicht | Cilinderinhoud | Vermogen        |
| ---- | ------- | ------- | ------- | --------- | --------- | ------- | -------------- | --------------- |
| 1996 | 2085 mm | 745 mm  | 1205 mm | 805 mm    | 1430 mm   | 202 kg  | 599 cc         | 78 pk (57,0 kW) |
| 1997 | 2155 mm | 745 mm  | 1205 mm | 805 mm    | 1430 mm   | 196 kg  | 599 cc         | 80 pk (58,7 kW) |
| 1998 | 2085 mm | 745 mm  | 1205 mm | 805 mm    | 1430 mm   | 202 kg  | 599 cc         | 80 pk (58,7 kW) |
| 1999 | 2085 mm | 745 mm  | 1205 mm | 805 mm    | 1430 mm   | 202 kg  | 599 cc         | 77 pk (57 kW)   |
| 2000 | 2069 mm | 760 mm  | 1218 mm | 800 mm    | 1433 mm   | 208 kg  | 600 cc         | 80 pk (58,7 kW) |
| 2001 | 2069 mm | 760 mm  | 1218 mm | 800 mm    | 1433 mm   | 208 kg  | 600 cc         | 80 pk (58,7 kW) |
| 2002 | 2060 mm | 770 mm  | 1218 mm | 800 mm    | 1433 mm   | 208 kg  | 600 cc         | 80 pk (58,7 kW) |
| 2003 | 2060 mm | 770 mm  | 1218 mm | 800 mm    | 1433 mm   | 208 kg  | 600 cc         | 80 pk (58,7 kW) |
| 2004 | 2070 mm | 770 mm  | 1218 mm | 790 mm    | 1433 mm   | 209 kg  | 600 cc         | 80 pk (58,7 kW) |